# Jorge Sánchez Aguilar
Jorge Sánchez Aguilar es un poeta y ensayista argentino.
Nació en 1936 en Corrientes, ciudad desde donde proyecta su poesía enraizada en lo guaranítico y falleció el 14 de noviembre de 2022. Se ha desempeñado como profesor de filosofía y psicología; de Latín,  y Dibujo. Realizó trabajos de campo en Misiones, en una comunidad Mby´a Guaraní. Es coordinador del taller literario Koeyú.  Su obra ha sido recogida en diversas antologías de Argentina y Latinoamérica.

### Poesía editada
- Tierra sin mal, Buenos Aires, (1979)
- Donde bebo mi estar, (1988)
- La isla esencial, (1991)
- Domingo mirando por la ventana, (1995)
- Rayo de tiniebla, (1995)
- Diario de zorzales al borde del alba, (1996)
- Los sueños del colibrí lanza-relámpagos, (1997)
- Estar en el mundo, (1999)
- Zona de sol - silencio desnudez palabra, (2000)
- Las costumbres del colibrí bailarín,(2001)
- Frutos subiendo del abismo, (2005)

### Otras publicaciones
- Sos en mí-De andar juntos, (1989)
- Por si nadie mirara los lapachos, (1990)
- Colibrí volando sólo con su ala izquierda, (1999)
- Gozosa floración, (2002)
- Ya solo hay luz lila en mis ojos, (2003)
- Al fondo del otro reino, (2007)

### Obras inéditas
- Con los oros de tu mirada, (2000)
- Hilo de fuego, (2004)